# ゴーザフォス

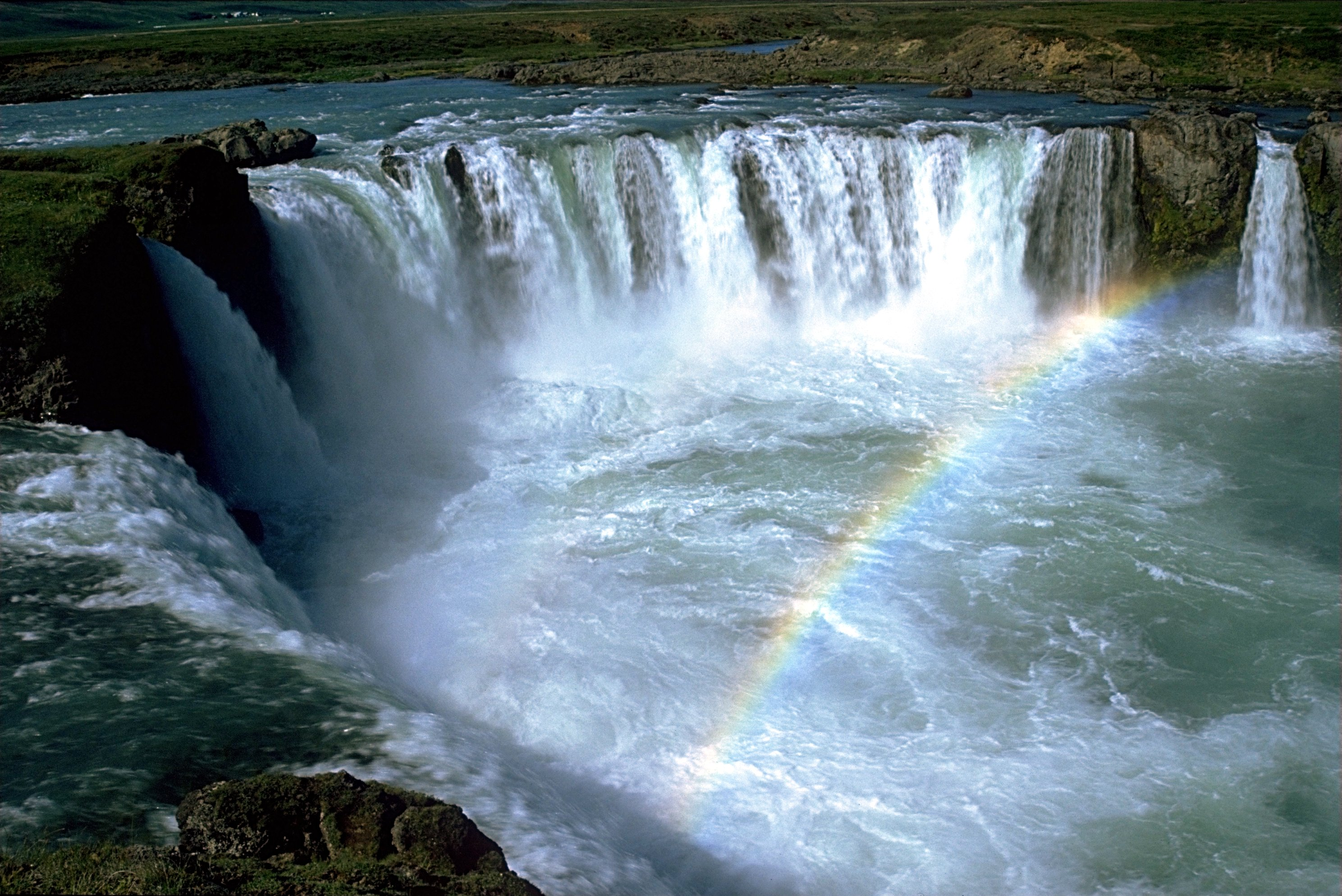
夏の、東側の岸から見るゴーザフォス。

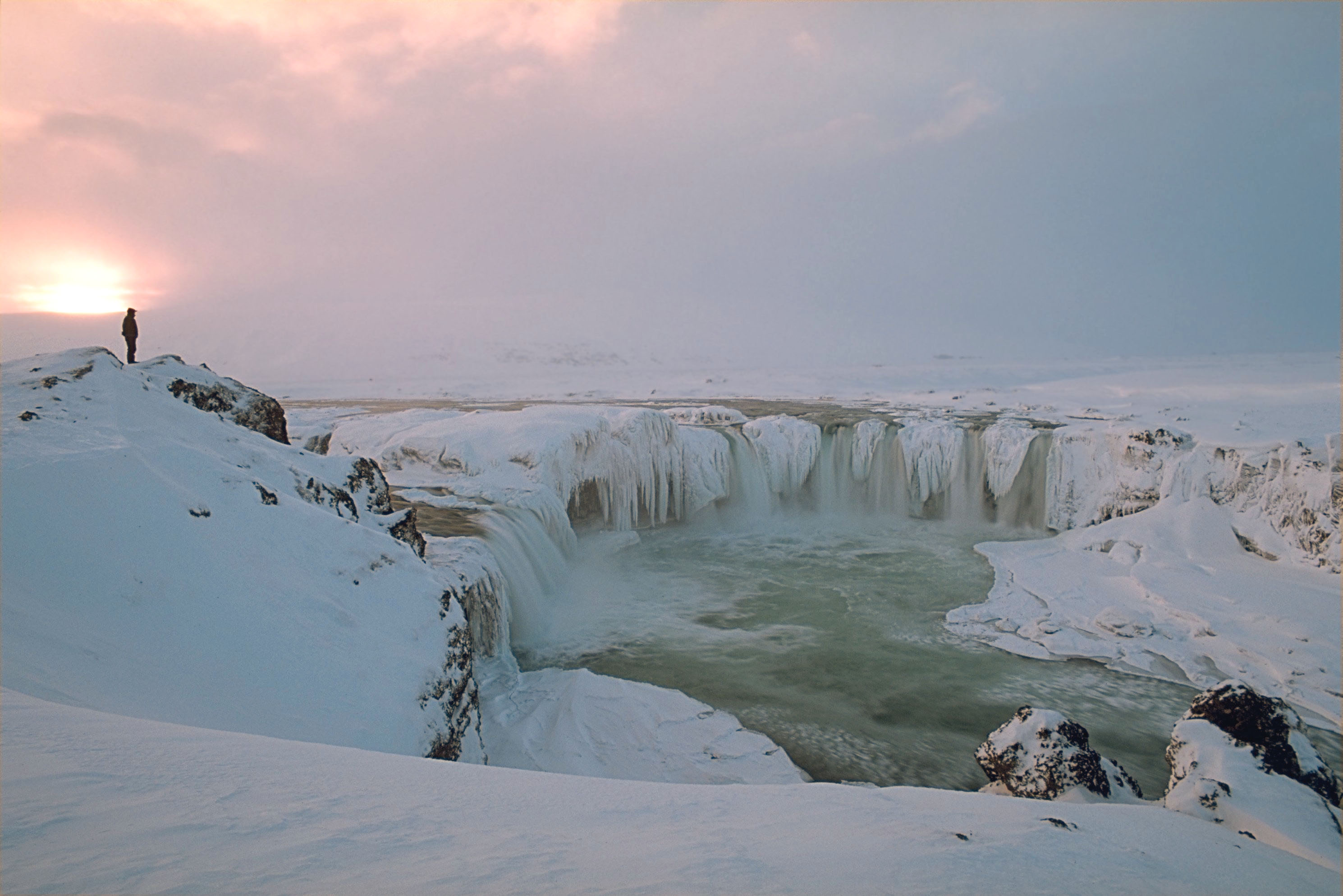
冬のゴーザフォス。

ゴーザフォス（アイスランド語：Goðafoss。「神（神々）の滝」または「ゴジの滝」の意）は、アイスランドにおける最も壮観な滝の1つである。ゴーザ滝ともいう。アイスランドの北中央部のミーヴァトン地区、スプレィンギサンドゥル高地道路(highland road)の始まる場所に位置している。スキャゥルファンダフリョゥト川の水が、30m以上の幅で高さ12mの位置から流れ落ちている。
999年か1000年に、法官のリョーサンヴァトンのソルゲイル・ソルケルスソンがキリスト教をアイスランドの国教に定めた。
改宗した後、アルシングから帰る途中、ソルゲイルは滝の中に、彼が持っていた北欧古来の神の像を投げ入れた。ソルゲイルの物語は、アリ・ソルギルスソン(Ari Þorgilsson)の『アイスランド人の書』(Íslendingabók)に残されている。
アークレイリにある教会の窓（ステンドグラス）にはこの物語が描かれている。